# Фредерикс, Всеволод Константинович
Всеволод Константинович Фредерикс (13 апреля 1885, Варшава, Российская империя  — 6 июня 1944, Горький, СССР) — русский физик и геофизик, основатель школы молекулярной физики полимеров и жидких кристаллов Санкт-Петербургского Государственного университета.
Им открыты переход Фредерикса, критическое поле Фредерикса и другие эффекты. Одним из первых в России стал работать над развитием общей теории относительности. Барон фон Фредерикс, доктор физико-математических наук, профессор.
В историю мировой физики В. К. Фредерикс вошёл как учёный, совмещавший возвышенное экспериментальное искусство и полный интерес к фундаментальным проблемам физики.

## Биография
В. К. Фредерикс родился 13.4.1885 в Варшаве в семье крупного чиновника, будущего губернатора Нижнего Новгорода барона К. П. Фредерикса.
Вскоре после рождения Всеволод переселился в Тобольск, куда отправился по делам службы его отец. Там он закончил первый класс гимназии. В начале 1890-х годов семья переезжает в Нижний Новгород. Здесь учёба Фредерикса продолжалась в Александровском дворянском институте.
По окончании гимназии Фредерикс мог сделать карьеру в государственной сфере, но предпочёл иной путь. Для получения дальнейшего образования было принято решение отправиться в Швейцарию в Университет Женевы. В течение одного семестра Фредерикс учился в Париже, где слушал лекции П. Ланжевена; бывал в Германии.
Завершив обучение в университете, молодой учёный выполнил в 1908—1909 годах под руководством Шарля Гюи работу по исследованию внутреннего трения отдельных твёрдых тел. Вскоре после защиты диссертации и присуждения ему степени доктора философии Женевского университета Фредерикс решил продолжить исследования в Гёттингенском университете.
В Гёттингене он прожил более восьми лет. Там он познакомился с Д. Гильбертом. Когда началась Первая мировая война, Всеволод Константинович не успел выехать из Германии и оказался «гражданским пленным».
В этот период филантропическую роль в жизни Фредерикса сыграл Гильберт. Он сделал его своим «личным ассистентом». Именно в этот период он, наверное, и погрузился в проблемы общей теории относительности.
Летом 1918 года В. К. Фредерикс возвращается в Россию, в Москву. Устраивается на работу в Институт физики и биофизики. Но уже в феврале 1919 года он оказался в Петрограде, где устроился в Государственный оптический институт. В этом году он становится доцентом Петроградского университета.
Вместе с Я. И. Френкелем, А. А. Фридманом, О. Д. Хвольсоном и С. И. Вавиловым Фредерикс сыграл великую роль в распространении теории относительности в России.
В 1920 году в Петроград из Перми возвратился Фридман. Фредерикс, общавшийся с Гильбертом, вполне мог заинтересовать Фридмана новой теорией. Как припоминал В. А. Фок, он и Фридман первыми в Петрограде начали знакомить научную общественность с ОТО.
Фредерикс занимался и специальными теоретическими исследованиями в области ОТО и единых геометризованных теорий поля. Ему принадлежит шесть работ, посвящённых различным аспектам этих теорий. Всеволоду Константиновичу не удалось получить результатов, сравнимых по своему значению с достижениями А. А. Фридмана, В. А. Фока, М. П. Бронштейна, но, тем не менее, это были работы в духе времени, и они печатались в авторитетных физических журналах.
С 1923 года заведовал лабораторией в Физико-техническом институте и стал изучать жидкие кристаллы. Фредерикс и Репьёва в 1927 году первыми наблюдали в жидких кристаллах переход под действием достаточно сильного магнитного или электрического поля (переход Фредерикса). Ныне переход Фредерикса широко используется в жидкокристаллических дисплеях.
В 1935 году В. К. Фредериксу исполнилось 50 лет. Арестован в ночь с 20 на 21 октября 1936 года, несправедливо обвинён 23 мая 1937 года и 25 мая осуждён на 10 лет заключения по «Пулковскому делу». В Коми АССР продолжал работать по специальности. В 1943 году, по одной версии, он был досрочно выпущен, по другой — этапирован на другую работу по специальности, но умер по дороге: заболел тяжкой формой воспаления лёгких. Скончался в тюремной больнице г. Горького, там же и похоронен. Реабилитирован 8 декабря 1956 года.
Общую теорию переходов Фредерикса в жидких кристаллах создал Пьер Жиль де Жен (Нобелевская премия по физике 1991 года).

## Семья
- Фредерикс, Всеволод Константинович на «Родоводе». Дерево предков и потомков

Всеволод Константинович Фредерикс происходил из знаменитой в дореволюционной России дворянской семьи Фредриксов.
- Отец: барон Фредерикс, Константин Платонович (1857—1910) — действительный статский советник, губернатор Нижнего Новгорода.
- Мать: урождённая баронесса Менгден, Ольга Владимировна.
- Жена: Шостакович, Мария Дмитриевна (1903—1973) — сестра композитора Дмитрия Дмитриевича Шостаковича.
- Сын: Фредерикс, Дмитрий Всеволодович (1928—2006) — преподавал в петербургском лицее «Физико-техническая школа» имени Ж. И. Алфёрова, лауреат Корчаковской премии.

## Труды
- Фредерикс В. К. О силах центробежных и Кориолиса в общей теории относительности // ЖРФХО. Ч. Физ 1925. Т. 57. С. 475—483.
- Фредерикс В. К. , Шехтер А. Б. Вычисление астрономической аберрации и параллаксов в мирах Эйнштейна, де Ситтера и Фридмана с точки зрения общей теории относительности // 1928. Т.60. С. 469—484.
- Fréedericksz, V.; Isakson, A. Zur Frage des räumlich ausgedehnten Elektrons in der allgemeinen Relativitätstheorie // Zeitschrift für Physik, Volume 38, Issue 9-10, pp. 788–802
- Fréedericksz, V.; Isakson, A. Publication: Zeitschrift für Physik, Volume 38, Issue 1-2, pp. 48–60. Publication Date: 01/1926.
- Фредерикс В. К., Мандель Г. А. // ЖРФХО. Ч. физ. 1926. Т. 58. С. 387—393. 12. F r e d e r i k s V., I s a k s o n A. // Phys. Z. 1926.
- Fréedericksz, V.; Repiewa, A. (1927). «Theoretisches und Experimentelles zur Frage nach der Natur der anisotropen Flüssigkeiten». Zeitschrift für Physik. 42 (7): 532—546. Bibcode:1927ZPhy…42..532F. doi:10.1007/BF01397711.
- Фредерикс В. К. Теория Шредингера и общая теория относительности // Основания новой кван- товой механики. М.—Л., 1927. С. 83—98.
- V. Freedericksz, V. Zolina Uber die Doppelbrechung dunner anisotrop-flussiger Schichten in magnetfelde und die diese Schicht orientierende Krafte Zs. f. Kristallografie, 1931, B. 79, S. 255.
- V. Freedericksz, V. Tsvetkov Uber die orientirung der anisotropen flussigkeiten in dunnen Schichten Phys. Zeitsch. d. Sowjetunion, 1934, B. 6, No 5, S. 490.
- В. Фредерикс, В. Цветков Воздействие электрического поля на анизотропные жидкости, Ученые записки Лен. гос. университета, 1935, серия физика, ј 8, Вып. 2, С. 3.
- Fréedericksz, V.; Zolina, V. (1933). «Forces causing the orientation of an anisotropic liquid». Trans. Faraday Soc. 29 (140): 919—930. doi:10.1039/TF9332900919.

## О нём
- Сонин А. С., Френкель В. Я. Всеволод Константинович Фредерикс, 1885—1944. — М.: Наука, 1995. — 176 с. — (Научно-биографическая литература). — ISBN 5-02-015179-3.